# Rudi Vata
Rudi Vata (Shkodër, 13 februari 1969) is een Albanees voormalig voetballer.

## Interlandcarrière
Vata speelde zijn eerste interland voor Albanië op 30 mei 1990 tegen IJsland. Hij speelde in totaal 59 interlands, waarin hij vijfmaal tot scoren kwam.
| Interlanddoelpunten | Interlanddoelpunten | Interlanddoelpunten | Interlanddoelpunten | Interlanddoelpunten | Interlanddoelpunten | Interlanddoelpunten | Interlanddoelpunten  |
| #                   | Datum               | Locatie             | Wedstrijd           | Goal(s)             | Score               | Uitslag             | Wedstrijd            |
| ------------------- | ------------------- | ------------------- | ------------------- | ------------------- | ------------------- | ------------------- | -------------------- |
| 1                   | 07/09/1995          | Chisinau            | Moldavië – Albanië  | 72'                 | 2 – 3               | 2 – 3               | Kwalificatie EK 1996 |
| 2                   | 11/10/1997          | Hannover            | Duitsland – Albanië | 88'                 | 3 - 3               | 3 - 4               | Kwalificatie WK 1998 |
| 3                   | 10/02/1999          | Tirana              | Albanië – Macedonië | 48'                 | 1 – 0               | 2 – 0               | Vriendschappelijk    |
| 4                   | 06/02/2000          | Attard              | Albanië – Andorra   | 86'                 | 2 – 0               | 3 – 0               | Vriendschappelijk    |
| 5                   | 15/11/2000          | Tirana              | Albanië – Malta     | 45'                 | 1 – 0               | 3 – 0               | Vriendschappelijk    |